# 天主教波多諾伏教區
天主教波多諾伏教區 （拉丁語：Dioecesis Portus Novi）是貝寧一個羅馬天主教教區，屬科托努總教區。

## 歷史
1954年4月5日設波多諾伏宗座代牧區。1955年9月14日升為教區。

## 現況
總教區包括高原省及韋梅省，2010年有教友702,000人（佔轄區總人口55.7%）、五十三個堂區、112名司鐸。目前教區主教次位處於出缺狀態。